# لونجوينيس
لونجوينيس (بالفرنسية: Longuenesse)‏ هي بلدية تقع في إقليم باد كاليه من منطقة نور با دو كاليه في شمال فرنسا. تبلغ مساحة هذه المدينة 8.4 (كم²)، وترتفع عن سطح البحر 75 م، يبلغ عدد سكانها 12018 نسمة حسب إحصاء المعهد الوطني للإحصاء والدراسات الاقتصادية سنة 2009 م. وترأس Jean-Marie Barbier البلدية خلال فترة (2008-2014).